# Коррелированное равновесие
Коррелированное равновесие (англ. correlated equilibrium) — концепция решения в теории игр, предложенная Робертом Ауманном в 1974 году. Обобщает равновесие Нэша, то есть всякое равновесное по Нэшу решение является и коррелированным равновесием (обратное в общем случае неверно). В основе концепции лежит идея о том, что игроки совершают действия после получения дополнительной информации, источником которой служит коррелирующее устройство (англ. correlating device). Поскольку стратегии игроков зависят от одного и того же сигнала, они коррелируют, чем и объясняется название концепции.
Выделяют объективное и субъективное виды коррелированного равновесия. Субъективное коррелированное равновесие эквивалентно концепции рационализируемости.

## Определение
Имеется игра в нормальной форме с N участниками, {\displaystyle \displaystyle (N,A_{i},u_{i})}. Игрок i характеризуется множеством действий {\displaystyle A_{i}} и функцией полезности {\displaystyle u_{i}}. Модификацией стратегии i-го игрока называется функция {\displaystyle \phi _{i}\colon A_{i}\to A_{i}}, то есть правило, предписывающее игроку выбрать стратегию {\displaystyle \phi _{i}(a_{i})} вместо {\displaystyle a_{i}}.
Пусть имеется счётное вероятностное пространство {\displaystyle (\Omega ,\pi )}. Для i-го игрока определены разбиение {\displaystyle P_{i}} и апостериорное распределение {\displaystyle q_{i}}. Также имеется функция {\displaystyle s_{i}\colon \Omega \rightarrow A_{i}}, ставящая элементам одного блока одно и то же значение. Тогда кортеж {\displaystyle ((\Omega ,\pi ),P_{i},s_{i})} является коррелированным равновесием игры {\displaystyle (N,A_{i},u_{i})}, если для каждого игрока {\displaystyle i} и каждой модификации {\displaystyle \phi _{i}} выполняется
{\displaystyle \sum _{\omega \in \Omega }q_{i}(\omega )u_{i}(s_{i}(\omega ),s_{-i}(\omega ))\geq \sum _{\omega \in \Omega }q_{i}(\omega )u_{i}\left(\phi _{i}\left(s_{i}(\omega )\right),s_{-i}(\omega )\right)}
Иначе говоря, {\displaystyle ((\Omega ,\pi ),P_{i})} есть коррелированное равновесие если ни один из игроков не сможет повысить ожидаемую полезность путём применения какой-либо модификации.